# ضباره (روستا)
 ضباره  به عربی ( الَضبارة )، روستایی است در دهستان کُسْمة از توابع استان رَیمه در کشور یمن در شبه جزیره عربستان. 

## جمعیت
جمعیت آن ( ۵۴ ) نفر (۶ خانوار) می‌باشد.